# Kel Marubi
Kel Marubi (1870 jako Mikel Kodheli, Kodheli i Kodrimës - 1940) byl albánský fotograf pocházející z rodiny fotografů Marubi – dříve také Marubbi. Ta se skládala z významných albánských fotografů otce Pjetëra (1834-1903) syna Kela a vnuka Gegëho Marubiho (1909-1984). Provozovali fotografické řemeslo během 19. a 20. století po tři generace ve fotografickém studiu v albánském Skadaru, které je považováno za vůbec první v Albánii. Svou prací přispěli významně k vytvoření dokumentace života své doby a albánského kulturního dědictví v jihovýchodní Evropě.

## Život a dílo
Kel Marubi začal v roce 1885 jako patnáctiletý hoch pomáhat v Pjetërsově studiu. V práci nahradil svého bratra Mata, který zastával tuto pozici až do své předčasné smrti. Oba synové zahradníka Pjetëra Marubiho dokončili stáž v Terstu. Po celý život svobodný Pjetër Kela adoptoval a odkázal mu své fotografické studio. Kel Marubi byl patriot a byl aktivní v hnutí za albánské znovuzrození. Spoluzaložil společnost Albánský jazyk a byl redaktorem novin Zëri i Shkodrës (Hlas Skadaru).
Kel šel v oblasti fotografie z uměleckého hlediska ve stopách svého učitele. Pořizoval obrazy severní albánské společnosti a významně přispěl do sbírky fotografií. Portrétoval obyvatele severní Albánie i albánské státníky, ale i obyčejný horský lid a městské ženy v závoji. Kelovy obrazy zachytily každodenní městský život, podnikatele v jejich firmách, ale také rozvoj obchodu, trhů a žebráků. I v jeho krajinářských snímcích se soustředil na obraz člověka.
Dokumentoval všechny významné historické události své doby v Albánii, od příchodu prince Viléma až po svatbu krále Zoga I. Roku 1910 jej pověřil Nikola I. Petrović-Njegoš fotografováním oslav při jeho povýšení na krále.